# Артист балета
Арти́ст (арти́стка) бале́та — танцовщик (танцовщица), владеющий техникой классического танца и работающий в балетном театре. 
С официальной точки зрения это квалификация (специальность), которая присваивается учащимся балетных школ (хореографических училищ) после сдачи государственных экзаменов и получения диплома.

## Иерархия балетной труппы
Выпускники, получившие приглашение в театр, чаще всего начинают работать артистами кордебалета. Дальнейшее положение в труппе определяется профессиональным техническим уровнем, природными данными,  индивидуальностью, здоровьем, трудолюбием и другими факторами. Танцовщики, обладающие высокой техникой и артистизмом, выдвигаются на положение (должность) солиста или солистки. Солисты, ведущие основной  сольный репертуар и обладающие особой харизмой, занимают высшие позиции — премьера (т. е. «первого танцовщика») и прима-балерины («первой балерины»).
Энциклопедия балета определяет профессиональный уровень примы-балерины, как танцовщицы высшей квалификации, обладающей неповторимым своеобразием интерпретации ролей, высокой техникой и артистизмом. Такие балеринские партии, как Никия, Одетта, Раймонда, может исполнять только артистка, обладающая академической выучкой, чистотой линий и возвышенностью образа. 

### Парижская опера
В балетной труппе Парижской оперы все артисты занимают положение согласно строгой иерархии:
Молодые артисты, принятые в труппу, зачисляются в кордебалет. Их продвижение по карьерной лестнице зависит от трудолюбия и природной одарённости. Солисты кордебалета получают статус «кадри» (quadrilles), затем идут «корифеи» (coryphées), которым поручаются небольшие соло и вариации. Положение «сюже» (sujet) выводит артиста на положение солиста, солисты, ведущие спектакль, продвигаются на ступень «первого танцовщика» (premier danseur). 
При определённом стечении обстоятельств первые танцовщики могут быть произведены в ранг «этуали» (étoile) — «звезды» труппы, которых в театре строго ограниченное количество. Продвинуться по служебной лестнице артисты могут не только по желанию администрации, но и участвуя в особом служебном конкурсе, показывая перед жюри, состоящем из руководства и педагогов, заранее подготовленные номера из репертуара театра.

### Мариинский театр
- Миманс
- Вспомогательный состав
- Кордебалет
- Корифеи
- Солисты характерного танца
- Вторые солисты (исполняют как главные партии, так и роли второго плана)
- Первые солисты
- Прима-балерины и премьеры[5]

### Большой театр
- Миманс
- Кордебалет
- Солисты и солистки
- Первые солисты и солистки
- Ведущие солистки и солисты
- Прима-балерины и премьеры[6]

### Американский театр балета
- ABT II (молодёжная группа выпускников и стажёров)
- Кордебалет[7]
- Солисты[8]
- Балерины и премьеры (principals), приглашённые «звёзды»

### В других труппах
Во многих труппах, репертуар которых составляют современные постановки, строгая иерархия не соблюдается, или же деления на премьеров — солистов — кордебалет нет совсем, так как все артисты должны нести одинаковую техническую, артистическую и эмоциональную нагрузку. 
| Парижская опера                     | Мариинский театр           | Большой театр              | ABT                             |
| ----------------------------------- | -------------------------- | -------------------------- | ------------------------------- |
| Этуали                              | Прима-балерины и премьеры  | Прима-балерины и премьеры  | Ведущие танцовщики (principals) |
| Первые танцовщики (premier danseur) | Первые солисты             | Ведущие солистки и солисты | Солисты и солистки              |
| Сюже (sujet)                        | Вторые солисты             | Первые солисты и солистки  | —                               |
| —                                   | Солисты характерного танца | —                          | —                               |
| Корифеи                             | Корифеи                    | —                          |                                 |
| Кадри (quadrilles)                  |                            |                            |                                 |
| Кордебалет                          | Кордебалет                 | Кордебалет                 | Кордебалет                      |
| Оперный балет (Ballet à l’Opéra)    | Вспомогательный состав     | —                          | —                               |
| —                                   | Миманс                     | Миманс                     | —                               |